# Rocznik Administracji Leśnej Rządowej Królestwa Polskiego
Rocznik Administracji Leśnej Rządowej Królestwa Polskiego – wydawane w Warszawie w latach 1835-1859 polskie czasopismo poświęcone sprawom organizacyjnym leśnictwa.
Rocznik powstał jako dodatek do Sylwana, pomyślany jako kontynuacja Rocznika Korpusu Leśnego Królestwa Polskiego. Analogicznie podawano coroczny stan osobowy rządowej administracji leśnej. 
Poza tym w zawartości starego i nowego rocznika były różnice: 
- o ile poprzednik zawierał „Kalendarz Leśny”, to obecnie dział podający terminy prowadzenia prac otrzymał nazwę „Czasowidz Leśny czynności administracyjnych i rachunkowych”, a od 1836 został zlikwidowany
- jako stały dział dodano „Wykaz Leśnictw, osad sprawujących Urzędy Leśne, najbliższych im stacyi pocztowych, i podział Leśnictw na Okręgi Nadzorcze”
- pojawiały się informacje nie związane z leśnictwem, np. na temat komety Halleya[2].